# 30 mars
30 mars är den 89:e dagen på året i den gregorianska kalendern (90:e under skottår). Det återstår 276 dagar av året.

## Återkommande bemärkelsedagar

### Helgdagar
- Påskdagen firas i västerländsk kristendom för att högtidlighålla Jesu återuppståndelse efter korsfästelsen, åren 1823, 1834, 1902, 1975, 1986, 1997, 2059, 2070, 2081, 2092.

### Flaggdagar
- Åland: Dagen för högtidlighållande av Ålands demilitarisering och neutralisering

## Namnsdagar

### I den svenska almanackan
- Nuvarande – Holger och Holmfrid
- Föregående i bokstavsordning
  - Holger – Namnet förekom under 1790-talet på 21 februari, men utgick sedan. 1901 infördes det på dagens datum och har funnits där sedan dess.
  - Holmfrid – Namnet infördes 1901 på 4 juni. 1993 utgick det, men återinfördes 2001 på dagens datum.
  - Olga – Namnet infördes på dagens datum 1986, men flyttades 1993 till 21 november, där det har funnits sedan dess.
  - Reidar – Namnet infördes 1986 på 28 juli. 1993 flyttades det till dagens datum och 2001 till 9 maj.
  - Quirinus – Namnet fanns, till minne av en romersk kristen martyr från 100-talet, även i formen Kvirinius, på dagens datum före 1901, då det utgick.
- Föregående i kronologisk ordning
  - Före 1901 – Qvirinus eller Kvirinus
  - 1901–1985 – Holger
  - 1986–1992 – Holger och Olga
  - 1993–2000 – Holger och Reidar
  - Från 2001 – Holger och Holmfrid
- Källor
  - Brylla, Eva (red.): Namnlängdsboken, Norstedts ordbok, Stockholm, 2000. ISBN 91-7227-204-X
  - af Klintberg, Bengt: Namnen i almanackan, Norstedts ordbok, Stockholm, 2001. ISBN 91-7227-292-9

### Finlandssvenska almanackan
- Nuvarande från 2020[1] – Guy, Tage
- I föregående revideringar[a][2]
  - 1929–1972 – Kurt
  - 1973–1994 – Tage
  - 1995–2019 – Tage, Guy

## Händelser
- 1191 – Sedan Clemens III har avlidit tre dagar tidigare väljs Giacinto Bobone Orsini till påve och tar namnet Celestinus III.
- 1282 – Invånarna på medelhavsön Sicilien gör uppror mot den neapolitanske kung Karl I:s hårda styre, vilket går till historien som sicilianska aftonsången (uttrycket känt från 1400-talet). Upproret leder till att sicilianarna driver bort neapolitanerna och fransmännen, som gemensamt har styrt ön sedan 1194. Då de får hjälp av den aragonske kungen Peter III:s trupper leder detta dock till att ön istället kommer under spanskt styre fram till 1713.
- 1856 – Ryssland sluter fred i Paris med sina fiender Frankrike, Storbritannien och Osmanska riket, vilket formellt avslutar Krimkriget, som har rasat sedan 1853 (stridigheterna har upphört i februari). Fördraget leder till att områden på Balkanhalvön och kring Svarta havet demlitariseras och får sin autonomi erkänd. Även Åland i det ryska storfurstendömet Finland demilitariseras och den finländska staten håller ögruppen fri från militär än idag (2025), med hänvisning till detta fördrag. Det löser dock inte de problem som råder mellan staterna kring havet angående de olika regionerna i området och bara några år senare börjar bestämmelserna luckras upp.
- 1867 – Klockan fyra på morgonen undertecknar representanter för USA och Ryssland ett fördrag, genom vilket USA för 7,2 miljoner dollar köper kolonin Ryska Amerika (nuvarande Alaska; summan motsvarar 1,67 miljarder dollar i 2006 års värde). Anledningen till att Ryssland säljer området är dels, att ryska staten har ekonomiska problem, dels att man fruktar att genom ett krig förlora området till britterna, utan att få någon ersättning för det. Den allmänna opinionen i USA är dock negativ till köpet, då området anses svårtillgängligt och värdelöst. Denna inställning ändras inte förrän man i slutet av 1800-talet hittar guld i Klondike och en guldrush till Alaska inträffar.
- 1945 – De sovjetiska trupperna tågar in i den tyska provinsen Ostmark (Österrike) och intar huvudstaden Wien. När kriget i Europa är över lite mer än en månad senare delas Österrike och Wien, liksom Tyskland och Berlin, i varsin ockupationszon mellan de fyra segrarmakterna Frankrike, Sovjetunionen, Storbritannien och USA. I Österrike permanentas dock inte detta läge som i Tyskland, utan 1955 återfår Österrike sin fulla suveränitet.
- 1954 – Den första linjen på Torontos tunnelbana öppnas utmed Younge Street och detta blir därmed den första tunnelbanan i hela Kanada. Systemet växer dock snabbt och idag (2025) har, förutom Toronto, även Montréal, Vancouver, Calgary, Edmonton och Ottawa tunnelbanesystem. Under 2010-talet byggs dessutom tunnelbanor i flera andra kanadensiska städer.
- 1964 – Den amerikanska tv-frågesporten Jeopardy!, vars spelidé går ut på att det är programledaren som ger svaren och de tävlande som ställer frågorna, sänds för första gången på tv-kanalen NBC. Art Fleming är programledare och förblir så tills programmet läggs ner 1975. Han leder det även under ett försök att återlansera det 1978–1979, då det åter läggs ner. Det återupptas på nytt 1984 under ledning av Alex Trebek. Så småningom görs lokala versioner av programmet i andra länder och en svensk version sänds på TV4 1991–2007, först med Magnus Härenstam (till 2005) och sedan med Adam Alsing som programledare.
- 1981 – Den amerikanske presidenten Ronald Reagan blir utsatt för ett misslyckat mordförsök, drygt två månader efter sitt tillträde. Attentatsmannen John Hinckley, Jr. skjuter Reagan i bröstet och punkterar hans ena lunga samt skadar tre andra närvarande, just som presidenten är på väg ut från Hotel Hilton i Washington, D.C., där han har hållit tal. Hinckley grips omedelbart och under rättegången framkommer det att han har utfört dådet för att försöka imponera på skådespelaren Jodie Foster, som han har förälskat sig i. Då hans mentala hälsa är svag fritas han från ansvar för handlingen och döms till rättspsykiatrisk vård. Detta väcker stark kritik inom USA och leder till att flera delstater skärper kraven för att man ska kunna fritas från ansvar för brottshandlingar.
- 2009 – I Peru införs en lag om att arbetsgivare som tvingar sin hushållspersonal att gå klädda i särskiljande arbetskläder på allmän plats kan åtalas för diskriminering. Det anges dock inte vilken påföljd brottet ska få.[3]
- 2014 – En 43-årig supporter från Djurgårdens IF blir misshandlad på terrasstrapporna vid tornet Kärnan i Helsingborg, strax före en allsvensk fotbollsmatch mot Helsingborgs IF. Djurgårdsanhängaren skadas allvarligt och förs med skallskador till sjukhus, där han avlider mitt under pågående match, vilket leder till att man avbryter matchen.[4]
- 2017 – Spacex utför världens första återanvändning av en raket som befunnit sig i omloppsbana.[5][6]

## Födda
- 1708 – Claes Ekeblad den yngre, svenskt riksråd, Sveriges kanslipresident 1761–1765 och 1769–1771
- 1746 – Francisco de Goya, spansk konstnär
- 1754 – François Pilâtre de Rozier, fransk flygpionjär
- 1820 – Anna Sewell, brittisk författare
- 1825 – Samuel B. Maxey, amerikansk demokratisk politiker och general, senator för Texas 1875–1887
- 1844 – Paul Verlaine, fransk poet
- 1853 – Vincent van Gogh, nederländsk målare
- 1858 – Arvid Nordquist, svensk specerihandlare, grundare av handelsaktiebolaget med samma namn
- 1860 – Paul Gasq, fransk skulptör
- 1869 – Hubert Henry Davies, brittisk författare och pjäsförfattare
- 1888 – Anna Q. Nilsson, svensk-amerikansk skådespelare
- 1892
  - Stefan Banach, polsk matematiker
  - Erhard Milch, tysk militär, generalfältmarskalk och krigsförbrytare
- 1895 – Carl Lutz, schweisk diplomat
- 1908 – Lill-Tollie Zellman, svensk skådespelare
- 1909 – John A. Burns, amerikansk demokratisk politiker, guvernör i Hawaii 1962–1974
- 1913
  - Frank Paul LoVecchio, amerikansk popsångare med artistnamnet Frankie Laine
  - Martin Söderhjelm, svensk skådespelare, regissör, dramaturg och författare
- 1920 – Jan Olof Olsson, svensk redaktör, journalist och författare med pseudonymen Jolo
- 1926
  - Ingvar Kamprad, svensk företagare och miljardär, grundare av möbelvaruhuskedjan Ikea
  - Ray McAnally, irländsk skådespelare
- 1930 – John Astin, amerikansk skådespelare
- 1933 – Braulio Castillo, puertoricansk-mexikansk skådespelare och producent
- 1934 – Rolf Rämgård, svensk längdskidåkare och centerpartistisk politiker, OS-silver och OS-brons 1960
- 1937 – Warren Beatty, amerikansk skådespelare och regissör
- 1941 – Laila Andersson-Palme, svensk operasångare
- 1945 – Eric Clapton, brittisk gitarrist och sångare
- 1950
  - Gerry Connolly, amerikansk demokratisk politiker, kongressledamot 2009–2025
  - Robbie Coltrane, brittisk skådespelare
  - David Janson, brittisk skådespelare
- 1955
  - Paul Sahlin, svensk låtskrivare och sångare samt begravningsentreprenör med artistnamnet Paul Paljett
  - Lars Ångström, svensk miljöpartistisk politiker, vd för miljöorganisationen Greenpeace 1995–1996 och riksdagsledamot 1998–2006
- 1963 – Tsachiagijn Elbegdordzj, mongolisk politiker, Mongoliets premiärminister 1998 och 2004–2006
- 1964
  - Ian Ziering, amerikansk skådespelare
  - Tracy Chapman, amerikansk sångare, låtskrivare och trubadur
- 1968 – Céline Dion, kanadensisk sångare
- 1971 – Fredrik B. Ekdahl, svensk radiopratare, komiker och underhållare
- 1972
  - Mili Avital, israelisk skådespelare
  - Karel Poborský, tjeckisk fotbollsspelare
- 1974 – Tomislav Butina, kroatisk fotbollsmålvakt
- 1976 – Märta Stenevi, svensk politiker, språkrör för Miljöpartiet 2021–2024
- 1979 – Norah Jones, amerikansk sångare, pianist och låtskrivare
- 1983 – Sarah Stevenson, brittisk taekwondoutövare
- 1984 – Mario Ančić, kroatisk tennisspelare
- 1986
  - Mieke Cabout, nederländsk vattenpolospelare
  - Sergio Ramos, spansk fotbollsspelare

## Avlidna
- 1202 – Joakim av Floris, omkring 72, italiensk teolog och abbot inom cisterciensorden
- 1707 – Sébastien Le Prestre de Vauban, 73, fransk ingenjörsofficer och marskalk
- 1808 – Gustaf Fredrik Gyllenborg, 76, svensk greve och författare, ledamot av Svenska Akademien sedan 1786
- 1812 – Gunning Bedford Jr., 64, amerikansk politiker, kongressledamot 1783–1786
- 1840 – Beau Brummell, 61, brittisk dandy
- 1842 – Élisabeth Vigée Le Brun, 86, fransk målare
- 1866 – John McDougall, omkring 48, amerikansk politiker, viceguvernör i Kalifornien 1849–1851 och guvernör i samma delstat 1851–1852
- 1871 – Lovisa av Nederländerna, 42, nederländsk prinsessa, Sveriges och Norges drottning sedan 1859 (gift med Karl XV)
- 1879 – Thomas Couture, 63, fransk målare
- 1897 – Angus Cameron, 70, amerikansk republikansk politiker, senator för Wisconsin 1875–1881 och 1881–1885
- 1907 – Henry George Elliot, 89, brittisk diplomat
- 1912 – Karl May, 70, tysk författare och kompositör
- 1925
  - William J. McConnell, 85, amerikansk republikansk politiker, senator för Idaho 1890–1891, guvernör i samma delstat 1893–1897
  - Rudolf Steiner, 64, tysk filosof, grundare av antroposofin och Waldorfpedagogiken
- 1933 – Filip Månsson, 69, svensk konstnär
- 1943 – Maria Restituta, 48, österrikisk saligförklarad nunna och sjuksköterska (avrättad)
- 1949 – Friedrich Bergius, 64, tysk kemist, mottagare av Nobelpriset i kemi 1931
- 1950 – Léon Blum, 77, fransk politiker, Frankrikes premiärminister 1936–1937 och 1938 samt ordförande i Frankrikes provisoriska regering 1946–1947
- 1951 – Christie Benet, 71, amerikansk demokratisk politiker, senator för South Dakota 1918
- 1954 – Pauline Brunius, 73, svensk skådespelare, manusförfattare och regissör, Dramatens första kvinnliga chef 1938–1948
- 1958 – Gösta Hillberg, 80, svensk skådespelare
- 1965 – Philip Showalter Hench, 69, amerikansk läkare, mottagare av Nobelpriset i fysiologi eller medicin 1950
- 1970 – Heinrich Brüning, 84, tysk politiker, Tysklands rikskansler 1930–1932
- 1973 – Eva Steen, 83, norsk skådespelare
- 1978 – Hjalmar Karlgren, 80, svensk jurist, professor i civilrätt och justitieråd
- 1983 – Einar Nerman, 94, svensk tecknare och konstnär
- 1984 – Karl Rahner, 80, tysk romersk-katolsk teolog
- 1986 – James Cagney, 86, amerikansk skådespelare
- 1988 – Edgar Faure, 79, fransk politiker, premiärminister 1952 och 1955–1956
- 1989 – Arto Tolsa, 43, finländsk fotbollsspelare
- 1992 – Harold LeVander, 81, amerikansk politiker, guvernör i Minnesota 1967–1971
- 2000 – Rudolf Kirchschläger, 85, österrikisk politiker, förbundspresident 1974–1986
- 2002 – Elizabeth Bowes-Lyon, 101, Storbritanniens drottning 1936–1952 (gift med Georg VI), senare känd som Drottningmodern
- 2004 – Timi Yuro, 64, amerikansk sångerska
- 2008
  - Anders Göthberg, 32, svensk musiker och gitarrist, medlem i gruppen Broder Daniel
  - Dith Pran, 65, kambodjansk-amerikansk fotograf och journalist
- 2010 – Martin Sandberger, 98, tysk SS-officer
- 2011 – Bengt Carenborg, 87, svensk skådespelare
- 2014
  - Kate O'Mara, 74, brittisk skådespelare
  - Phüntso Wangye, 91, tibetansk-kinesisk kommunistisk politiker
- 2015 – Robert Z'Dar, 64, amerikansk skådespelare
- 2018 – Sonja Westerbergh, 85, svensk skådespelare
- 2019 – Lasse Petterson, 83, svensk skådespelare
- 2024 – Bill Delahunt, 82, amerikansk demokratisk politiker, kongressledamot